# Jaime Durán Barrera
Jaime Enrique Durán Barrera (San Gil, Santander, 3 de agosto de 1960) es un abogado y político colombiano. Actual Senador de la República.

## Biografía
Jaime Durán es abogado de la Universidad Externado de Colombia, con especialización en Derecho Minero-Energético. Ha desarrollado su carrera política en el Partido Liberal, por el que consiguió ser concejal de su ciudad San Gil (1988-1990) y alcalde de la misma (1990-1992); entre 1995 y 1997 fue contralor departamental de Santander. En 1998 secundó la lista de Hugo Serrano Gómez al Senado de Colombia y ejerció como senador entre enero y octubre de 2000; entonces fue elegido diputado de la Asamblea de Santander para el periodo 2001 a 2003, si bien renunció para postular exitosamente a la Cámara de Representantes para el periodo 2002-2006.
En 2006 fue reelecto Representante y llegó a ser Vicepresidente de la corporación; en las elecciones de 2010 consiguió un escaño en el Senado, sucediendo a Hugo Serrano Gómez.
Como Senador de Colombia para el periodo 2014-2018 es uno de los doce Senadores de la República que vota "SI" en el tratado de Libre Comercio con Corea el 3 de diciembre de 2014.